# Lough Allen
Lough Allen (irsky Loch Aillionn) je jezero na řece Shannon na severu centrální části Irské republiky v provincii Connacht blízko hranice se Severním Irskem. Větší část jezera leží v hrabství Leitrim a menší část v hrabství Roscommon. Rozloha jezera je 36 km². Jezero je maximálně 17,7 km dlouhé a 4,8 km široké, protáhlé ze severu na jih, na severu rozšířené a na jihu se zužuje.

## Poloha
Jezero leží jižně od pramenů řeky, v blízkosti Iron Mountains a je nejvýše položené ze tří velkých jezer na řece. Další dvě jezera Lough Ree a Lough Derg leží níže po proudu na jihu.

## Okolí
Silnice R280 lemuje západní stranu jezera, zatímco R207 sleduje východní břeh mezi městy Dowra a Drumshanboo. Po severním břehu mezi městy Dowra a Durmkeerin vede silnice R200.

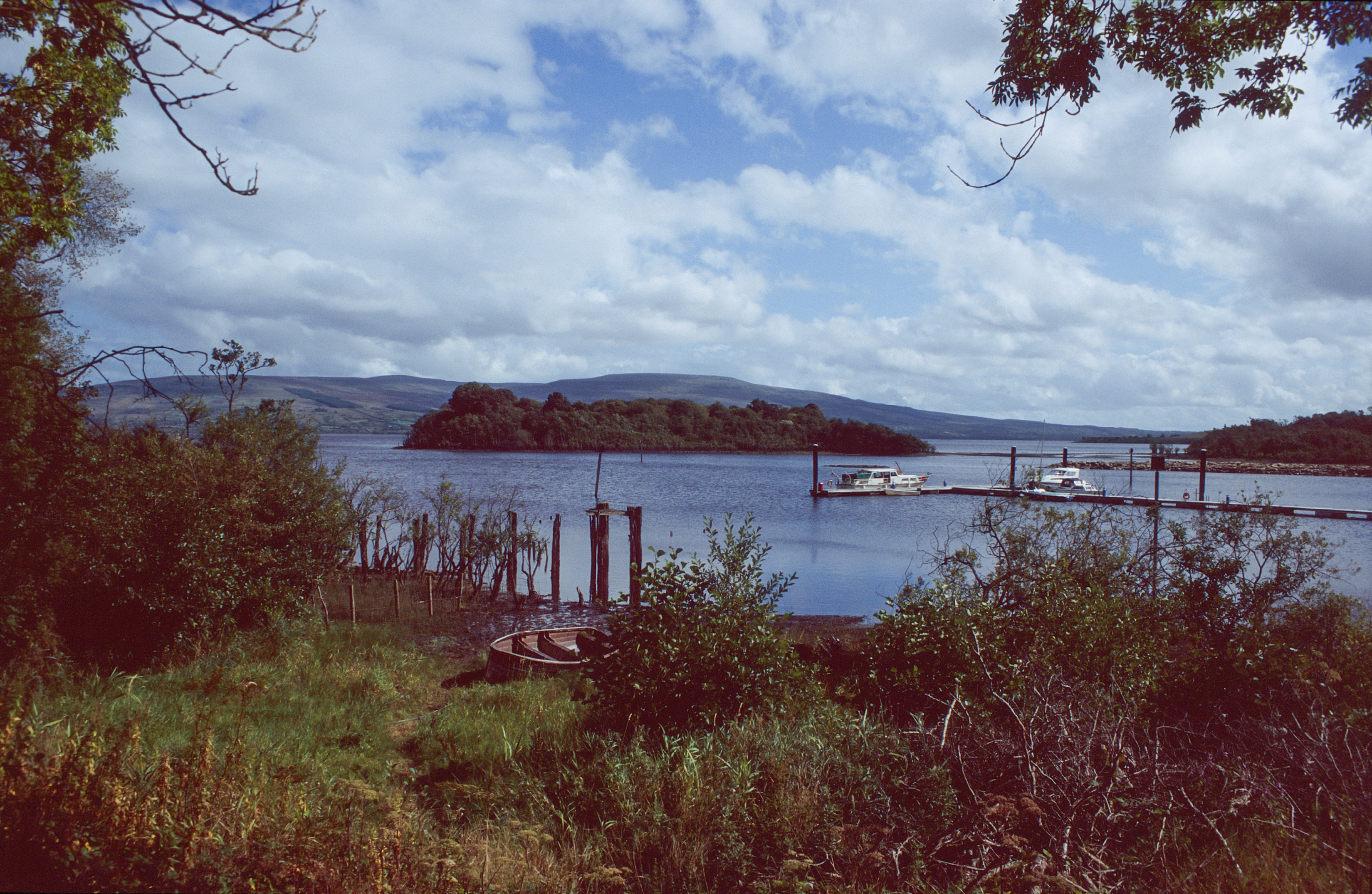
Lough Allen